# ThinkCentre

2005年，被联想收购后的ThinkCentre logo

ThinkCentre是一個自2003年開始由國際商業機器（IBM）生產的桌上型電腦產品線，該產品線是NetVista與Aptiva產品線的後繼者。
2005年，IBM將ThinkCentre產品線連同其筆記型電腦版本產品線ThinkPad出售予聯想集團；在售出後，“IBM PC”這名字預期可保留5年，但從2008年起ThinkCentre與ThinkPad的產品已不再打上IBM的商標。
ThinkCentre現時共有三個系列：A系列、E系列與M系列。

## 图集

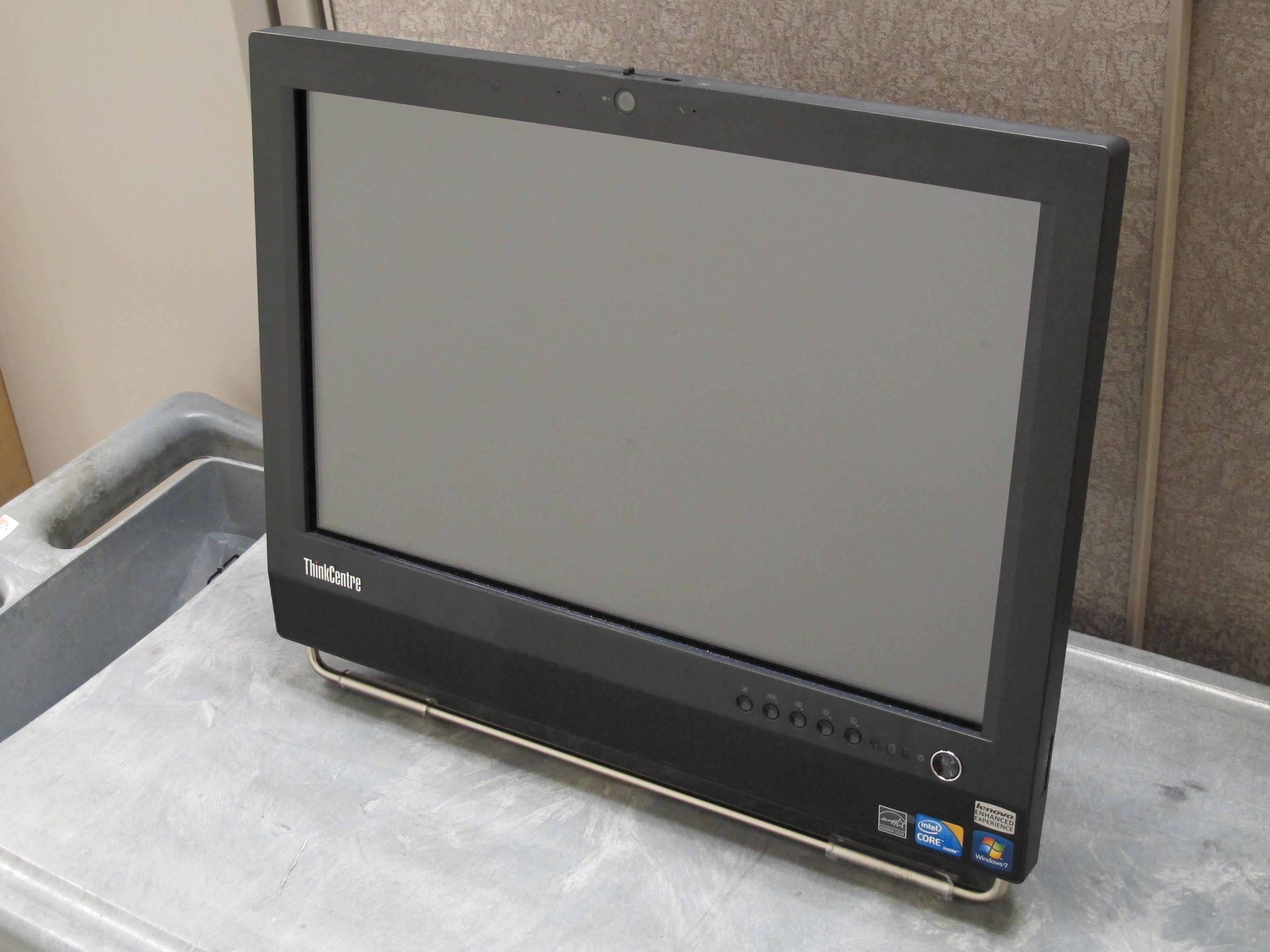
联想ThinkCentre M70z/M90z台式一体计算机
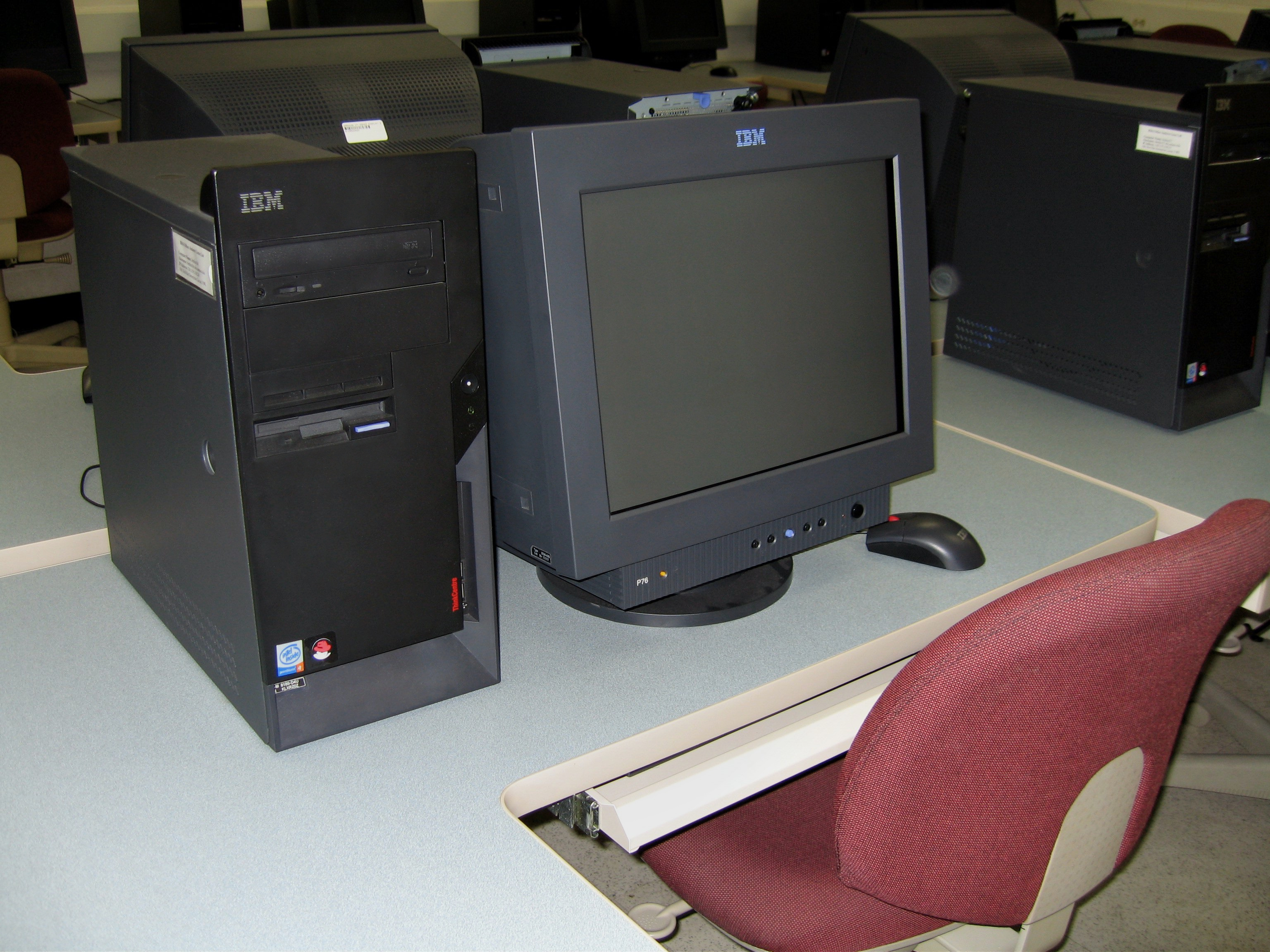
IBM ThinkCentre M50
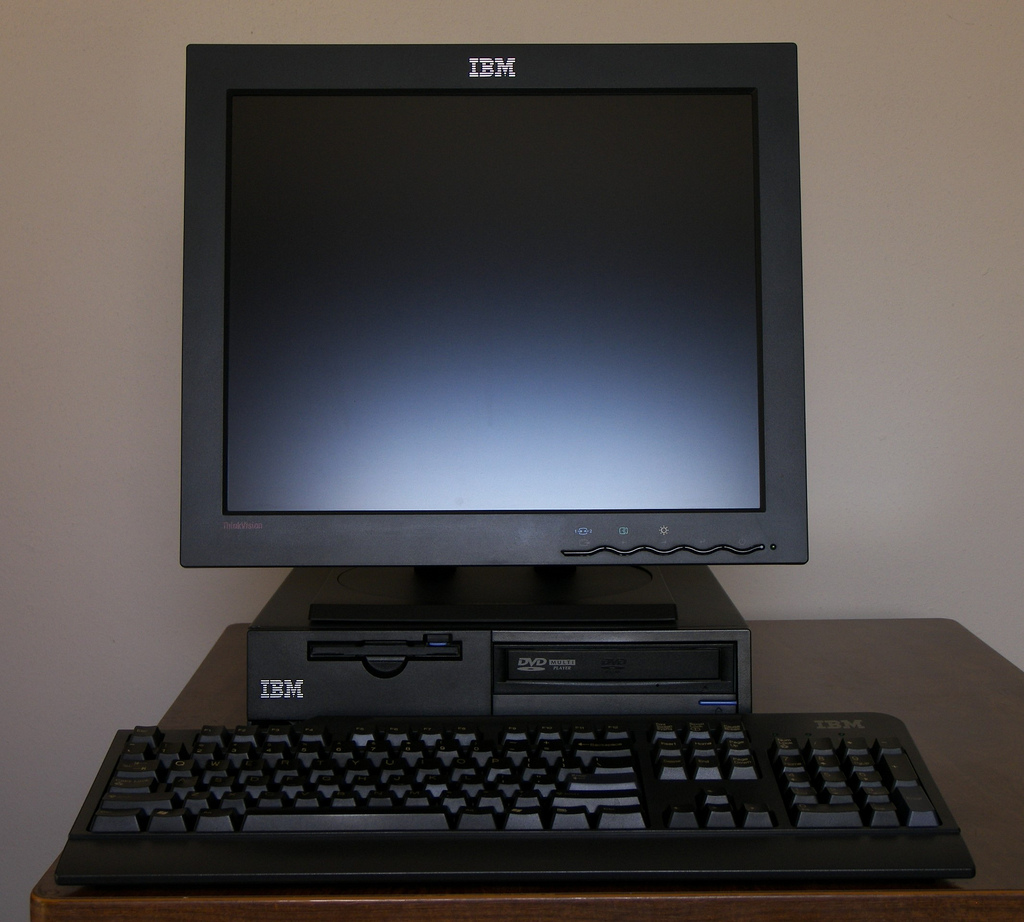
ThinkCentre S50 台式机电脑
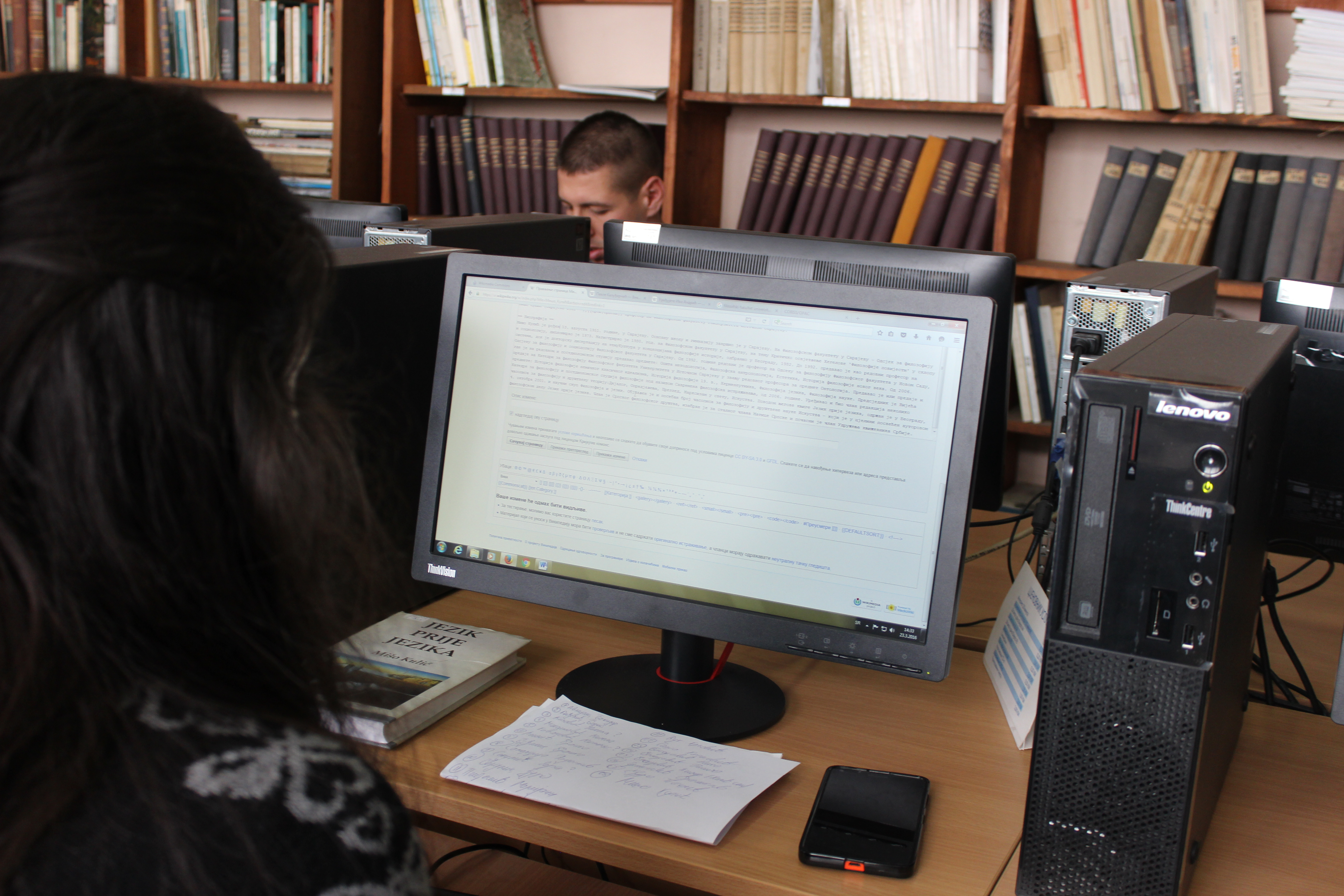
一台在图书馆里的ThinkCentre
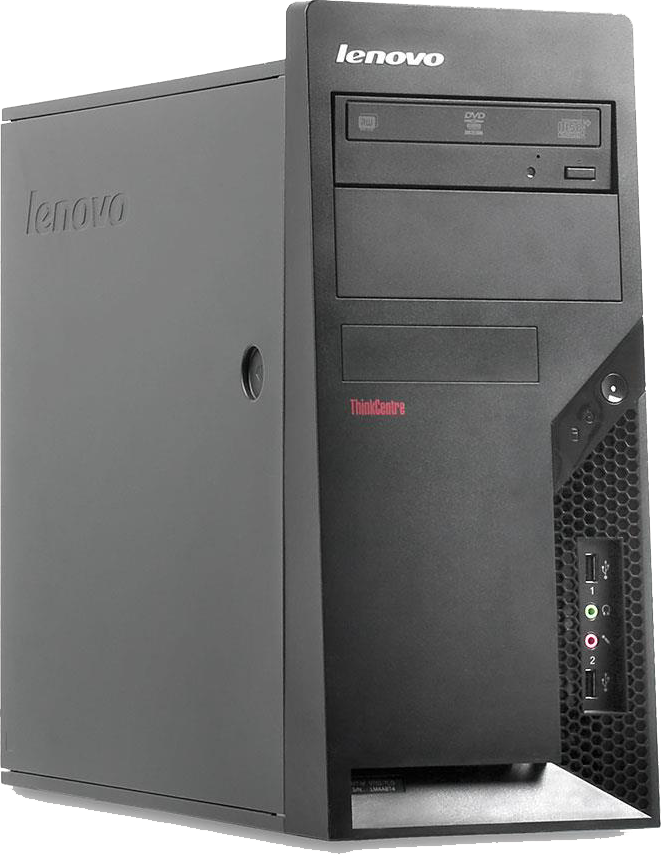
一台于2010年推出的ThinkCentre
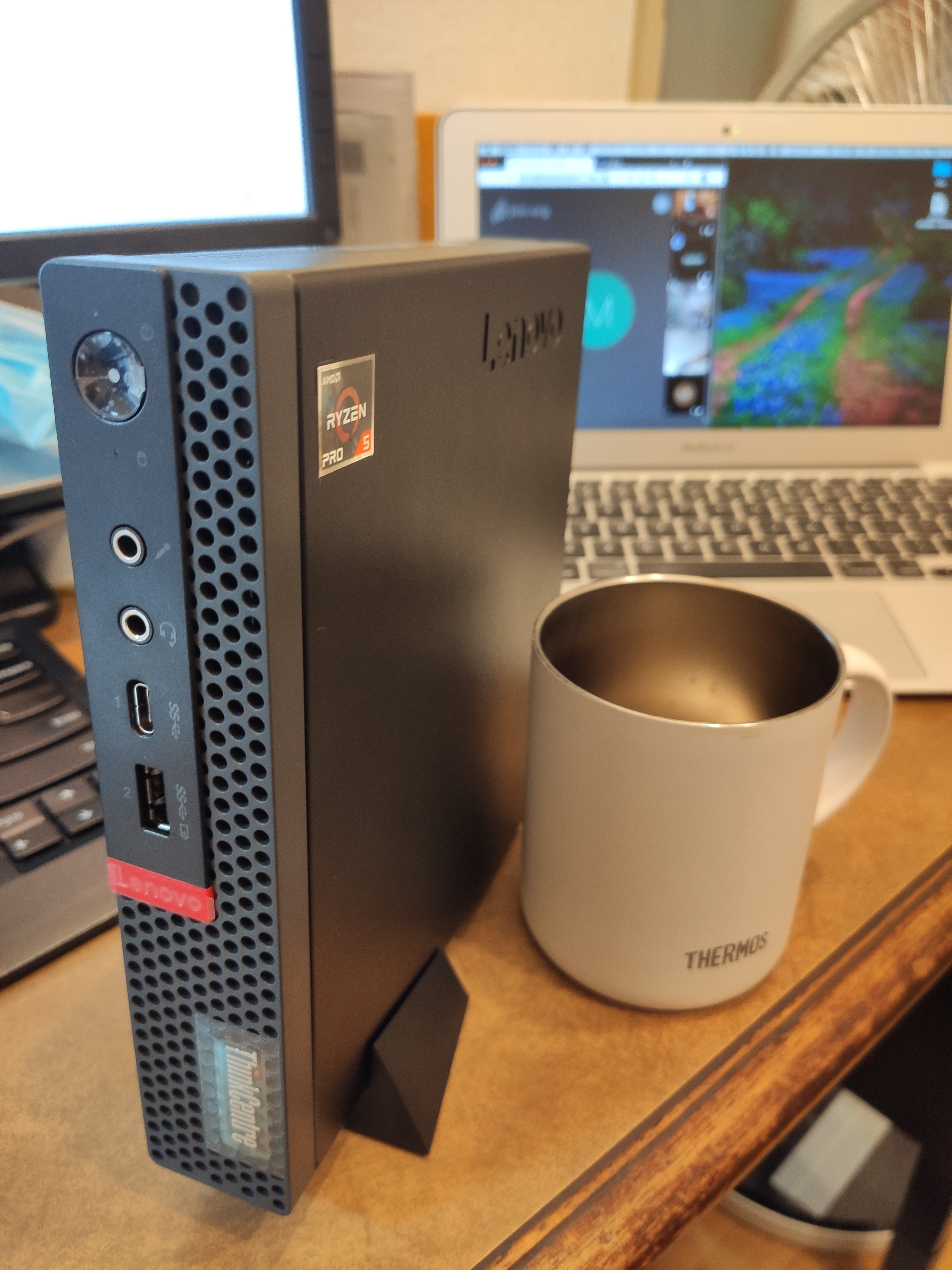
ThinkCentre M75q-1 Tiny 与一只马克杯的比较
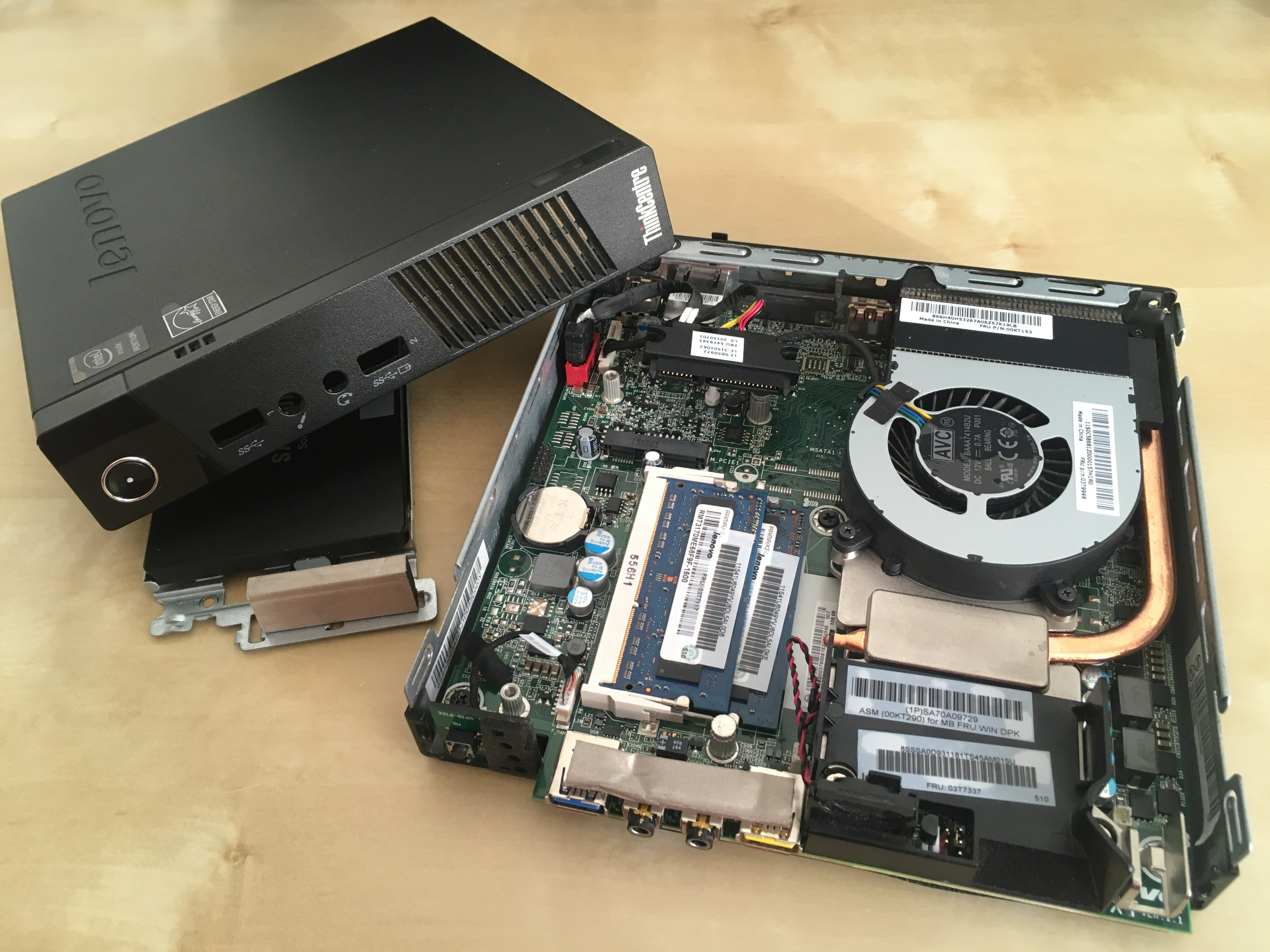
Lenovo ThinkCentre M73 内部结构